# チャールズ・グメリン
チャールズ・グメリン（英語: Charles Henry Stuart Gmelin, 1872年5月28日 - 1950年10月12日）は、イギリスの陸上競技選手である。彼は1896年に開催されたアテネオリンピックに出場して、400メートル競走で3位となった。

## 経歴
チャールズ・グメリンは1872年にインドのベンガルで生まれた。父はキリスト教の宣教師で、その地で伝道に携わっていた。グメリンは幼年のうちに、教育を受けるためにイギリスへと戻って、Magdalene College School及びキーブル・カレッジで学んだ。卒業後のグメリンは聖職者の道を選び、後にオックスフォードにあるフレッシュフィールズ校（Freshfields School）の校長となった。彼はスポーツ万能の人物であり、フットボールとクリケットの両方でオックスフォードシャー州の代表選手となっている。

## オリンピック
グメリンは、イギリスで初めてオリンピックの陸上競技に出場した選手といわれる。100メートル競走に参加した彼は予選で3位に終わり、決勝には出場できなかった。
400メートル競走でグメリンは、予選でアメリカ代表のトーマス・バークに続いて2位となり、決勝へ進出した。決勝でグメリンは、トーマス・バーク及びハーバート・ジャミソンに続いて55秒6の記録で3位となった。しかし、4位に入ったドイツ代表のフリッツ・ホフマンが、長年にわたって誤ってグメリンよりも先の順位で記録に残っていた。
1896年のアテネオリンピックでは、3位入賞者へのメダル授与はなかったが、グメリンは常に銅メダル獲得者として名前を挙げられている。